# M19 (Bosnien und Herzegowina)
Die M19 (kroatisch/bosnisch Magistralna cesta bzw. serbisch Магистрални пут/Magistralni put) ist eine Magistralstraße in Bosnien und Herzegowina. Sie führt von der serbischen Grenze bei Šepak über Zvornik und Han Pijesak nach Sarajevo.